# Leuciscinae
Leuciscinae hay còn gọi là cá tuế là một phân họ cá nước ngọt trong họ cá chép Cyprinidae. Chúng bao gồm các loài cá có kích thước nhỏ trong phân họ Leuciscinae con được gọi là cá tuế. 

## Các chi
- Abramis
- Achondrostoma
- Alburnoides
- Alburnus
- Aspius
- Ballerus
- Chalcalburnus
- Chondrostoma
- Ctenopharyngodon
- Eremichthys
- Ericymba
- Hybopsis
- Iberochondrostoma
- Leucaspius
- Leuciscus
- Leucos
- Meda
- Moapa
- Mylopharyngodon
- Notropis
- Phoxinus: Cá tuế
- Pimephales
- Ptychocheilus
- Rasbosoma
- Rhinichthys
- Rutilus
- Scardinius
- Tinca
- Tribolodon
- Vimba